# شلالات الرميمين
شلالات رميمين تقع على بعد 5-7 كيلو متر إلى الشمال الشرقي لمدينة السلط مروراً بمنطقة زي وقرية أم جوزة. منطقة رميمين شهيرة بينابيع المياه العذبة والشلال. ويمكن الاستمتاع بزيارتها خصوصا في فصل الربيع، حيث يأتيها الزوار من كل الأماكن. تشتهر المنطقة ببساتين الفواكه المتنوعة.
تغذي شلالات الرميمين على وادي الرميمن عدة ينابيع من أهمها عين الراهب وعين الصايغ وعين المشرع وبصة الحوت وغيرها.

## صور

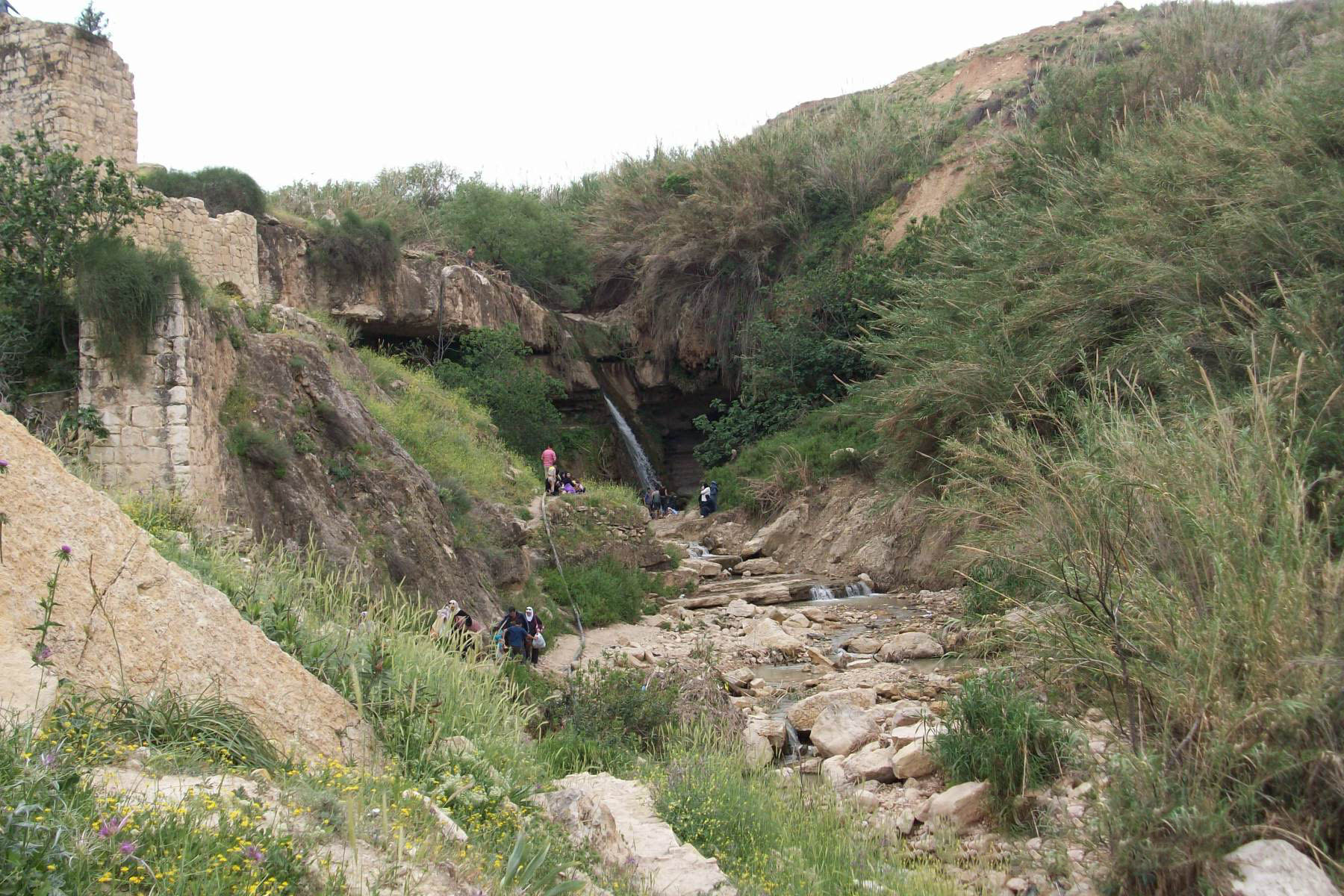
شلالات الرميمين
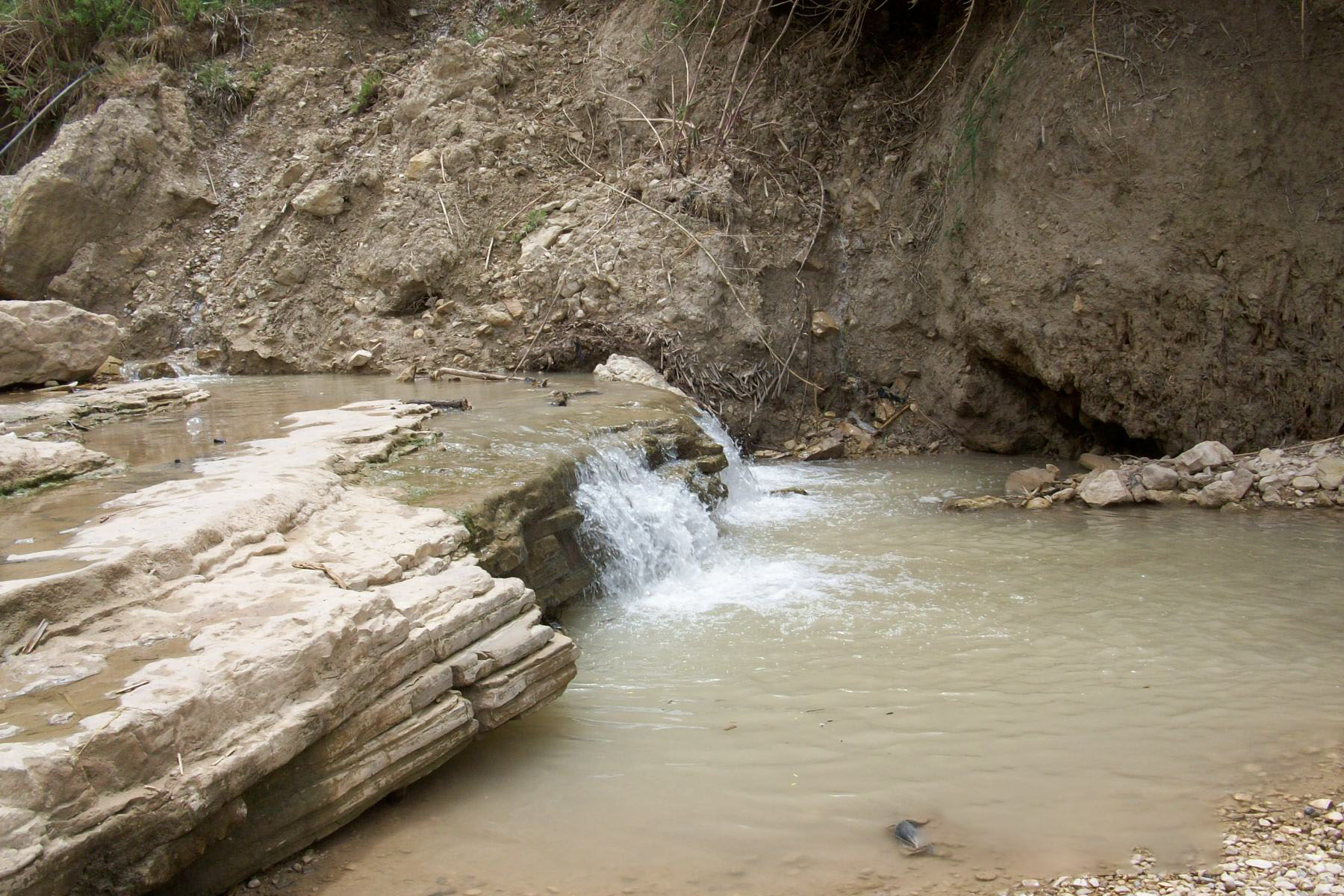
الصخور أسفل الشلالات
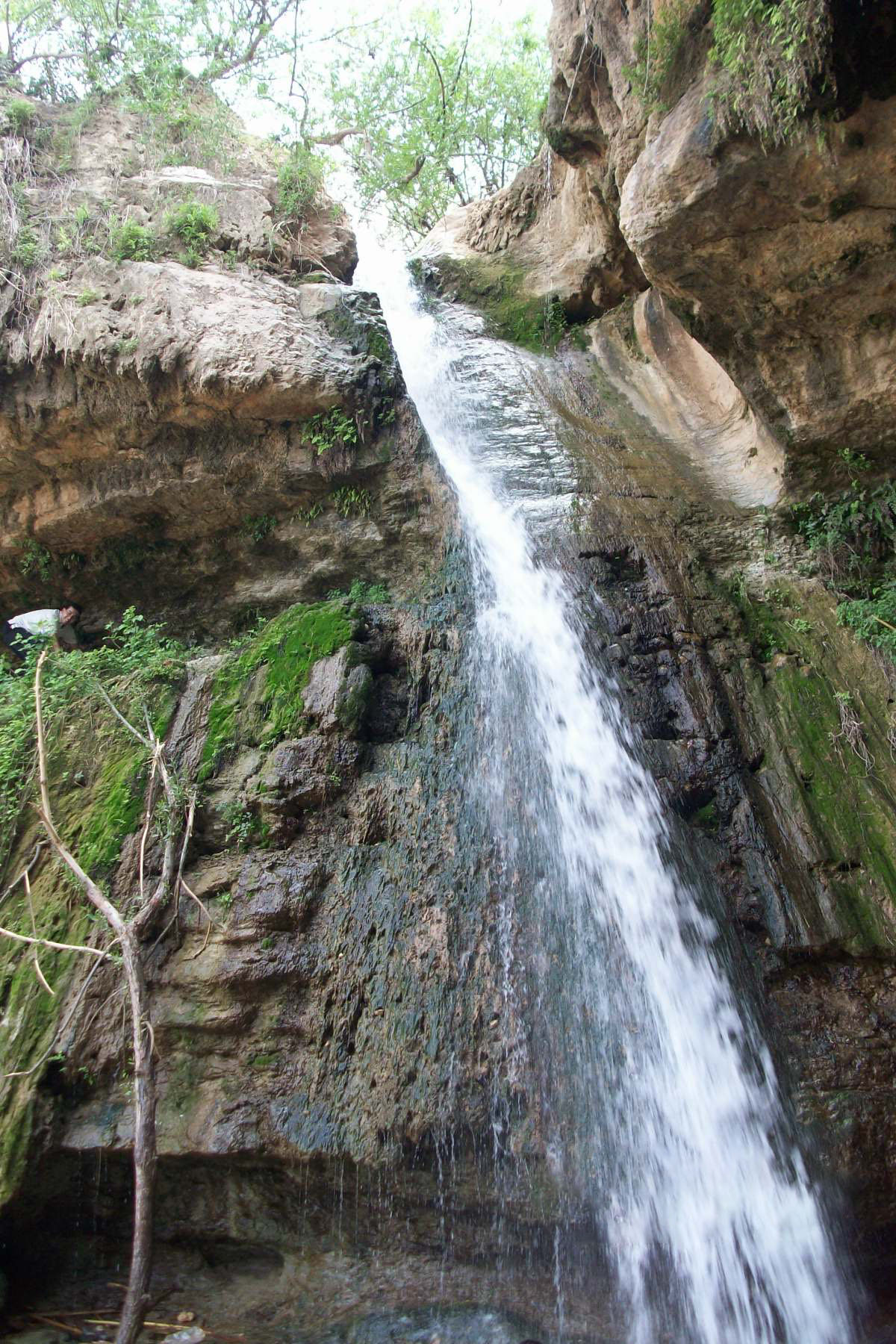
تدفق ماء الشلال
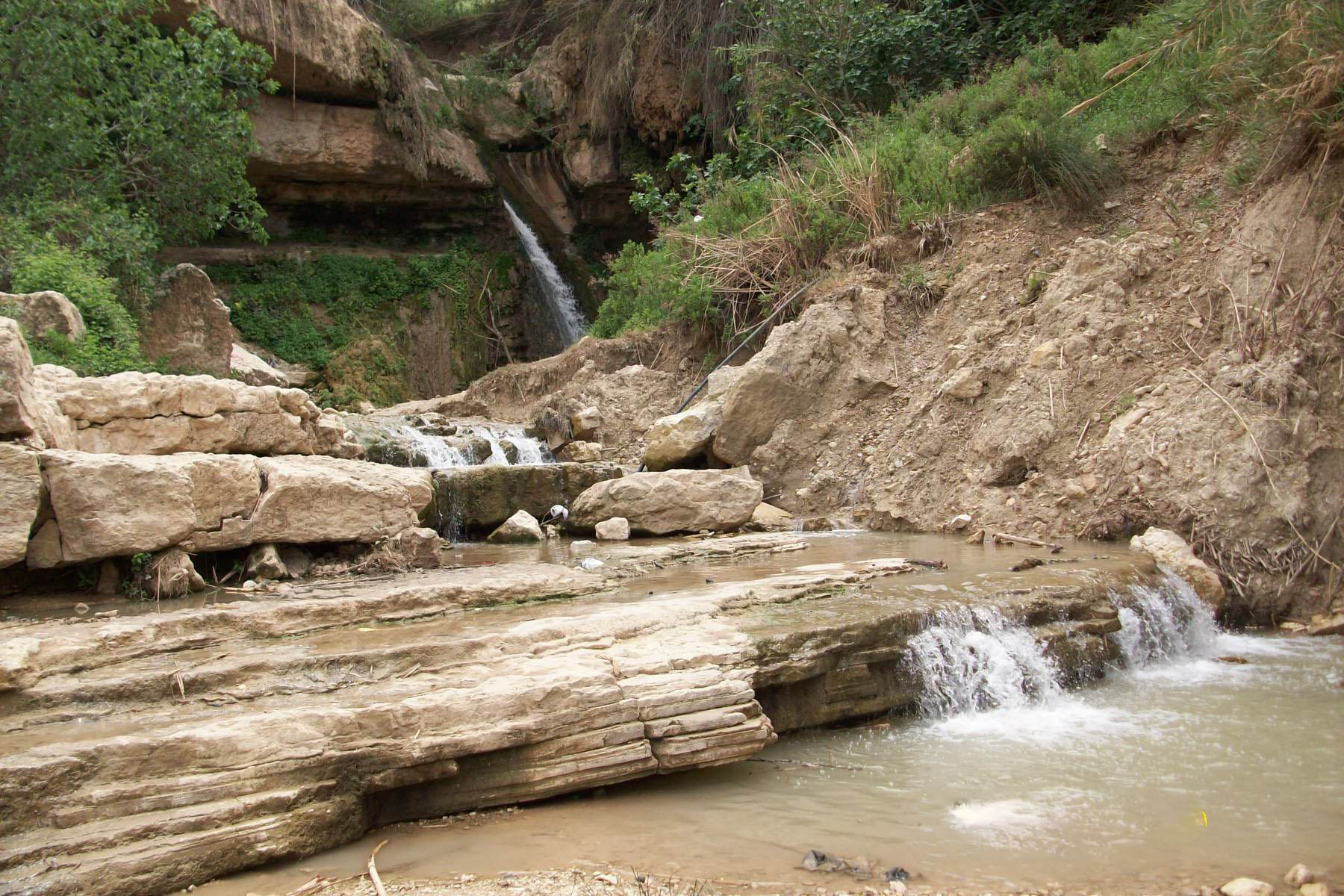
منظر عام للشلالات